# Centaurea crithmifolia
Centaurea crithmifolia — вид квіткових рослин айстрових (Asteraceae). Ендемік: Хорватії.